# روبرتا دادا
روبرتا د آدا (انگلیسی: Roberta D'Adda؛ زادهٔ ۵ اکتبر ۱۹۸۱) بازیکن فوتبال اهل ایتالیا است.
از باشگاه‌هایی که در آن بازی کرده‌است می‌توان به اشاره کرد.
وی همچنین در تیم ملی فوتبال زنان ایتالیا بازی کرده‌است.